# Alles is eventueel
Alles is eventueel (Everything's Eventual) is een novelle van de Amerikaanse schrijver Stephen King. Het werd oorspronkelijk gepubliceerd in de oktober/november 1997-editie van The Magazine of Fantasy & Science Fiction. In 2000 werd het verhaal opgenomen in de gelijknamige verhalenbundel.
Volgens King zelf kwam het idee voor het verhaal voort uit een droom over een man die kleingeld in een straatkolk wierp.

## Plot
Het verhaal is geschreven in de eerste persoon. Centraal staat de 19-jarige Richard "Dinky" Earnshaw. De titel van het verhaal slaat op het feit dat Dinky het woord “eventueel” gebruikt om dingen die hij als positief ervaart te omschrijven.
Dinky heeft bij aanvang van het verhaal zijn leven klaarblijkelijk goed op orde. Maar dat was tot voor kort niet zo. Dinky heeft al sinds hij jong was een talent; hij kan mensen en dieren aanzetten tot zelfmoord door een reeks complexe tekens en geometrische figuren te tekenen. Zelf snapte hij echter niet veel van deze gave, en deed er dan ook niet veel mee. Hij gebruikte hij dit talent vroeger semi-onbewust, eenmaal om de valse hond van zijn buurvrouw om te brengen. Nadat Dinky zijn middelbare school niet afmaakte, kreeg hij een slecht betaald baantje bij "Supr Savr". Daar was hij steevast het mikpunt van pesterijen door een collega genaamd Skipper. Op een dag had Dinky er genoeg van en gebruikte zijn gave om Skipper om te laten komen bij een auto-ongeluk. 
Kort hierop werd Dinky benaderd door een man genaamd Sharpton, die beweerde te werken voor de Trans Corporation; een bedrijf dat mensen zoals Dinky opspoort en rekruteert. Hij bood Dinky aan om namens de Trans Corporation zijn gave te gebruiken om “gevaarlijke individuen” uit de weg te ruimen en zo de wereld te helpen verbeteren. Dinky stemde toe, en zodoende kreeg hij het leven dat hij nu leidt. Hij heeft nu een eigen huis dat eenmaal per week gratis schoongemaakt wordt, zijn boodschappen worden voor hem gedaan, zijn levensonderhoud geheel voor hem betaald en hij kan te allen tijde Trans Corporation vragen om extra giften zoals films, tijdschriften en cd’s die eigenlijk nog niet te koop zijn. Ook krijgt hij per week een geldbedrag als zakgeld, op voorwaarde dat hij aan het eind van de week niks meer mag hebben. Het overtollige bedrag moet hij weggooien in een straatkolk of de voedselrestenvermaler. In ruil voor dit alles verstuurt Dinky zijn zelfmoordtekeningen via e-mail aan de doelwitten die Trans Corporation hem geeft. 
Een tijd lang leeft Dinky zo in luxe, tot hij op een kwade dag een artikel over een zelfmoord in de krant ziet, en het slachtoffer herkent van de lijst met namen. Hij doet meer onderzoek en ontdekt zo dat Trans Corporation hem al die tijd al gebruikt om mensen die het bedrijf niet aanstaan te elimineren, zoals prominente politici, wetenschappers, en andere mensen wier ideeën en gedachtegangen Trans Corporation niet aanstaan. Dinky begint zich zodoende plannen te maken om Trans Corporation te verlaten, al weet hij dat dit niet makkelijk zal zijn; ze hebben er immers voor gezorgd dat hij geen financiële reserves heeft om een ander leven op te kunnen bouwen. Aan het eind van het verhaal gebruikt Dinky zijn talent nog eenmaal om meneer Sharpton een zelfmoordmail te sturen.

## Connecties met andere werken van King
Dinky Earnshaw speelt ook een rol in het zevende deel van De Donkere Toren. Hierin blijkt dat Trans Corporation loyaal is aan de Scharlaken Koning, en dat Dinky nadat hij de waarheid over Trans Corporation had ontdekt naar Donderklap, het land waar de Brekers bezig zijn de stralen die de Donkere Toren ondersteunen te slopen, is gehaald. Samen met Ted Brautigan en Sheemie Ruiz helpt hij Roland en zijn Ka-Tet om de brekers te stoppen. 